# Padappai
Padappai es una ciudad censal situada en el distrito de Kanchipuram en el estado de Tamil Nadu (India). Su población es de 14063 habitantes (2011). Se encuentra a 35 km de Chennai y a 37 km de Kanchipuram. 

## Demografía
Según el censo de 2011 la población de Padappai era de 14063 habitantes, de los cuales 7100 eran hombres y 6963 eran mujeres. Padappai tiene una tasa media de alfabetización del 86,59%, superior a la media estatal del 80,09%: la alfabetización masculina es del 92,05%, y la alfabetización femenina del 81,12%.